# Notre Dame SC
El Notre Dame SC es un equipo de fútbol de Barbados que juega en la Primera División de Barbados, la liga de fútbol más importante del país.

## Historia
Fue fundado en el año 1965 en la localidad de Bayville, al sur de la capital Bridgetown y es uno de los equipos más ganadores de Barbados al sumar 9 títulos de liga y 4 torneos de copa.
A nivel internacional ha participado en 3 torneos continentales, donde su mejor participadción ha sido en el Campeonato de Clubes de la CFU del año 1997, donde quedó en el 4.º lugar.

## Palmarés
- Primera División de Barbados: 9

1997, 1998, 1999, 2000, 2002, 2004, 2005, 2008, 2010
- Barbados FA Cup: 4

1997, 2001, 2004, 2008
- Copa Carib/Multi-Choice: 4

1996, 1997, 1998, 1999
- - Finalista: 1

2000
- Copa Milisport: 1

2002
- - Finalista: 1

2003
- Copa Guinness Super 8: 1

2006
- - Finalista: 1

2008

## Participación en competiciones de la CONCACAF
- Campeonato de Clubes de la CFU: 3 apariciones

1997 - 4.º lugar
1998 - Cuartos de final
2000 - abandonó en la Primera Ronda